# Изваждане (филм)
„Изваждане“ е български игрален филм от 1981 година на режисьора Иван Андонов.

## Актьорски състав
Не е налична информация за актьорския състав.